# Liste der Naturdenkmale in Welver
Die Liste der Naturdenkmale in Welver nennt die Naturdenkmale in Welver im Kreis Soest in Nordrhein-Westfalen.

## Naturdenkmale
| Nummer | Bezeichnung                                 | Gemarkung     | Lage                                                  | Bemerkung | Bild                           |
| ------ | ------------------------------------------- | ------------- | ----------------------------------------------------- | --------- | ------------------------------ |
| 12.002 | 1 Linde (Femlinde)                          | Klotingen     | Kreuzung Ortsmitte. (51° 36′ 18,2″ N, 7° 58′ 51,1″ O) |           |                                |
| 12.003 | 3 Linden                                    | Meyerich      | ALDI Parkplatz. (51° 36′ 57,4″ N, 7° 57′ 48,3″ O)     |           |                                |
| 12.004 | 1 Eibe                                      | Schwefe       | Pastorat. (51° 34′ 40″ N, 8° 2′ 7″ O)                 |           |                                |
| C 3.01 | 5 Eichen „Generalseichen“ bei Vellinghausen | Vellinghausen | (51° 39′ 42,5″ N, 7° 59′ 38,6″ O)                     |           |                                |
| C 3.02 | 2 Rotbuchen am Sängerhof                    | Dinker        | (51° 38′ 26,2″ N, 7° 58′ 29,9″ O)                     |           |                                |
| C 3.03 | 5 Blutbuchen am Sängerhof                   | Dinker        | (51° 38′ 40,1″ N, 7° 58′ 7,3″ O)                      |           |                                |
| C 3.04 | 1 Linde bei Haus Nateln                     | Nateln        | (51° 37′ 57,8″ N, 8° 0′ 19,5″ O)                      |           |                                |
| C 3.05 | 1 Linde (Femlinde)                          | Recklingsen   | bei Gut Loh-Hof. (51° 37′ 54,7″ N, 7° 59′ 16,7″ O)    |           | Femlinde am Loh-Hof            |
| C 3.06 | 2 Rotbuchen südlich der RAB-Trasse          | Dorfwelver    | (51° 37′ 42,2″ N, 7° 57′ 3,4″ O)                      |           |                                |
| C 3.07 | 4 Rotbuchen an der Wegkabelung              | Meyerich      | (51° 37′ 33,3″ N, 7° 57′ 0,1″ O)                      |           |                                |
| C 3.08 | 1 Rotbuche im Kuhholz                       | Kirchwelver   | (51° 37′ 27,4″ N, 7° 58′ 40,6″ O)                     |           |                                |
| C 3.09 | 3 Eichen bei Hof Euler                      | Scheidingen   | (51° 36′ 52″ N, 7° 56′ 15,8″ O)                       |           |                                |
| C 3.10 | 1 Stieleiche bei Haus Meyerich              | Meyerich      | (51° 36′ 31,4″ N, 7° 56′ 43″ O)                       |           |                                |
| C 3.11 | 1 Stieleiche bei Wegkabelung Balksen        | Balksen       | (51° 37′ 40,1″ N, 8° 4′ 35,9″ O)                      |           |                                |
| C 3.12 | 1 Rotbuche im Frohnholz                     | Blumroth      | (51° 37′ 3,1″ N, 8° 4′ 30,6″ O)                       |           |                                |
| C 3.13 | 2 Rotbuchen im Frohnholz                    | Blumroth      | (51° 37′ 2,7″ N, 8° 4′ 30,1″ O)                       |           |                                |
| C 3.14 | 1 Stieleiche bei Haus Broel                 | Borgeln       | (51° 35′ 33,8″ N, 8° 2′ 21,4″ O)                      |           |                                |
| C 3.15 | 2 Linden                                    | Schwefe       | auf dem Friedhof (51° 34′ 40″ N, 8° 1′ 58,6″ O)       |           | 2 Linden auf dem Friedhof      |
| C 3.16 | 2 Lebensbäume                               | Schwefe       | auf dem Friedhof (51° 34′ 39,4″ N, 8° 2′ 2,6″ O)      |           | 2 Lebensbäume auf dem Friedhof |